# 여수 (영화)
"여수"는 1979년에 개봉한 대한민국의 영화이다.

## 캐스팅
- 윤정희
- 강석우
- 박근형
- 이낙훈
- 박원숙
- 김윤경
- 노정옥
- 한재수
- 홍승일
- 김기성
- 백정자
- 김예성
- 임성포
- 박부양
- 박광진
- 김지영
- 주상호
- 조학자
- 박예숙